# دهلیز کاذب
دهلیز فرج (یا دهلیز فرج یا دهلیز واژن) قسمتی از فرج میان لایه‌های کوچک می‌باشد که مجرای ادراری (دهانه مجرای ادرار) و دهانه واژن باز می‌گردد. لبه آن با خط هارت مشخص شده‌است. اثبات کننده انتهای دیستال سینوس ادراری تناسلی جنین می‌باشد.

## ساختار
شکل‌هایی که در دهلیز فرج بازمی‌گردد مثل از مجرای ادرار، واژن، غدد بارتولین و مجاری اسکن.
روزنه خارجی مجرای ادرار حدود ۲۵–۳۰ قرار می گیردمیلی متر (۱–۱٫۲ اینچ) در پشت کلیتوریس و بی درنگ در جلوی واژن. غالباً شکل یک ترک ساژیتال کوتاه با حاشیه‌های کمی بالاآمده را به خود می‌گیرد. در همان حومه، دهانه‌های مجرای اسکنه قرار دارد.
شکاف واژن یک سوراخ بینی در زیر و پشت دهانه مجرای ادرار می‌باشد. اندازه آن برعکس اندازه پرده بکارت متفاوت می‌باشد.
در سمت چپ و راست دهلیز فرج، لب‌های کوچک قرار گرفته‌اند. در رو درروی آن، هود کلیتورال، اندکی از کلیتوریس و چشمه کلیتورال قرار گرفته‌است. خلفی آن، کمیسور خلفی لب‌های کوچک و فرنولوم لب‌های کوچک قرار دارد.
کناره‌های دهلیز به شکل خطوط هارت در قسمت داخلی لب‌های داخلی قابل دید می‌باشد. خطوط هارت لبه بیرونی ناحیه می‌باشد و تغییر از پوست فرج به پوست انتقالی صاف‌تر واژن را نشان می‌دهد.

## اهمیت بالینی
پراکندگی درد در دهلیز فرج کما بیش شایع می‌باشد. مطالعه ای توسط دانشگاه میشیگان نشان داد که حدود ۲۸درصد از زن‌ها در گذشته درد دهلیزی فرج را تجربه نموده‌اند و حدود ۸ درصد در ۶ ماه گذشته این درد را داشته‌اند.